# Промисловість Кіровоградської області
Промисловість — це одна з провідних галузей соціально-економічного комплексу Кіровоградської області, на яку припадає 20,7 % валового суспільного продукту. В ній зайнято 75,1 тис.чоловік. Промислову продукцію випускають більш ніж 3 тисячі підприємств та виробництв, 295 з яких складають основну групу самостійних промислових підприємств та об'єднань. Промисловий комплекс охоплює 13 провідних галузей.
Особливе місце в промисловості області належить харчовій галузі, на яку припадає 39 % від загального об'єму промислового виробництва, а також машинобудівництву та металообробці, електроенергетиці, будівельним матеріалам, кольоровій металургії, легкій промисловості, паливній галузі.
На товарному ринку України область вирізняється виробництвом нікелю, графіту, буровугільних брикетів, мостових електричних кранів, продукцією харчової промисловості: м'ясо, молочні продукти, цукор, олія тощо.